# Terezija Snežna Večko
Terezija Snežna Večko, slovenska uršulinka, profesorica in biblicistka, * 1947.
Predava na Teološki fakulteti v Ljubljani. Leta 1986 je doktorirala iz teologije. Kot prevajalka je sodelovala pri Slovenskem standardnem prevodu Svetega pisma.

## Nazivi
- docentka (1997)
- predavateljica (1991)